# 圣尼古拉阿尔切拉
圣尼古拉阿尔切拉（義大利語：San Nicola Arcella），是意大利科森扎省的一个市镇。总面积11平方公里，人口1757人，人口密度159.7人/平方公里（2009年）。ISTAT代码为078125。